# Elaeocarpus fruticosus
Elaeocarpus fruticosus är en tvåhjärtbladig växtart som beskrevs av William Roxburgh. Elaeocarpus fruticosus ingår i släktet Elaeocarpus och familjen Elaeocarpaceae. Inga underarter finns listade i Catalogue of Life.